# Seven de Nueva Zelanda 2008
El Seven de Nueva Zelanda de 2008 fue la novena edición del torneo de rugby 7 y el tercer torneo de la temporada 2007-08 de la Serie Mundial Masculina de Rugby 7.
Se disputó en la instalaciones del Westpac Stadium de Wellington.

## Fase de grupos

### Grupo A
| Equipo             | Encuentros | Encuentros | Encuentros | Encuentros | Tantos  | Tantos    | Tantos     | Puntos |
| Equipo             | jugados    | ganados    | empatados  | perdidos   | a favor | en contra | diferencia | Puntos |
| ------------------ | ---------- | ---------- | ---------- | ---------- | ------- | --------- | ---------- | ------ |
| Nueva Zelanda      | 3          | 3          | 0          | 0          | 103     | 7         | +96        | 9      |
| Samoa              | 3          | 2          | 0          | 1          | 60      | 29        | +31        | 7      |
| Canadá             | 3          | 1          | 0          | 2          | 37      | 85        | -48        | 5      |
| Papúa Nueva Guinea | 3          | 0          | 0          | 3          | 21      | 90        | -69        | 3      |

Nota: Se otorgan 3 puntos al equipo que gane un partido, 2 al que empate y 1 al que pierda

### Grupo B
| Equipo     | Encuentros | Encuentros | Encuentros | Encuentros | Tantos  | Tantos    | Tantos     | Puntos |
| Equipo     | jugados    | ganados    | empatados  | perdidos   | a favor | en contra | diferencia | Puntos |
| ---------- | ---------- | ---------- | ---------- | ---------- | ------- | --------- | ---------- | ------ |
| Fiyi       | 3          | 3          | 0          | 0          | 88      | 28        | +60        | 9      |
| Gales      | 3          | 2          | 0          | 1          | 48      | 52        | -4         | 7      |
| Islas Cook | 3          | 1          | 0          | 2          | 42      | 74        | -32        | 5      |
| Inglaterra | 3          | 0          | 0          | 3          | 29      | 53        | -24        | 3      |

### Grupo C
| Equipo    | Encuentros | Encuentros | Encuentros | Encuentros | Tantos  | Tantos    | Tantos     | Puntos |
| Equipo    | jugados    | ganados    | empatados  | perdidos   | a favor | en contra | diferencia | Puntos |
| --------- | ---------- | ---------- | ---------- | ---------- | ------- | --------- | ---------- | ------ |
| Sudáfrica | 3          | 3          | 0          | 0          | 86      | 28        | +58        | 9      |
| Australia | 3          | 2          | 0          | 1          | 57      | 38        | +19        | 7      |
| Kenia     | 3          | 1          | 0          | 2          | 26      | 52        | -26        | 5      |
| Francia   | 3          | 0          | 0          | 3          | 21      | 72        | -51        | 3      |

### Grupo D
| Equipo         | Encuentros | Encuentros | Encuentros | Encuentros | Tantos  | Tantos    | Tantos     | Puntos |
| Equipo         | jugados    | ganados    | empatados  | perdidos   | a favor | en contra | diferencia | Puntos |
| -------------- | ---------- | ---------- | ---------- | ---------- | ------- | --------- | ---------- | ------ |
| Escocia        | 3          | 2          | 1          | 0          | 52      | 19        | +33        | 8      |
| Tonga          | 3          | 2          | 0          | 1          | 57      | 50        | +7         | 7      |
| Estados Unidos | 3          | 1          | 1          | 1          | 31      | 52        | -21        | 6      |
| Argentina      | 3          | 0          | 0          | 3          | 36      | 55        | -19        | 3      |

## Fase Final

### Cuartos de final
| 2 de febrero | Nueva Zelanda | 40 - 5 | Gales |  |  |

| 2 de febrero | Escocia | 7 - 31 | Australia |  |  |

| 2 de febrero | Sudáfrica | 10 - 14 | Tonga |  |  |

| 2 de febrero | Fiyi | 17 - 19 | Samoa |  |  |

### Semifinal
| 2 de febrero | Nueva Zelanda | 32 - 7 | Australia |  |  |

| 2 de febrero | Tonga | 21 - 24 | Samoa |  |  |

### Final
| 2 de febrero | Nueva Zelanda | 22 - 17 | Samoa |  |  |

| Bandera de Nueva Zelanda |
| Campeón Nueva Zelanda    |
| 3º título del circuito   |